# Bet She'an

Karta över Decapolis med Scythopolis läge

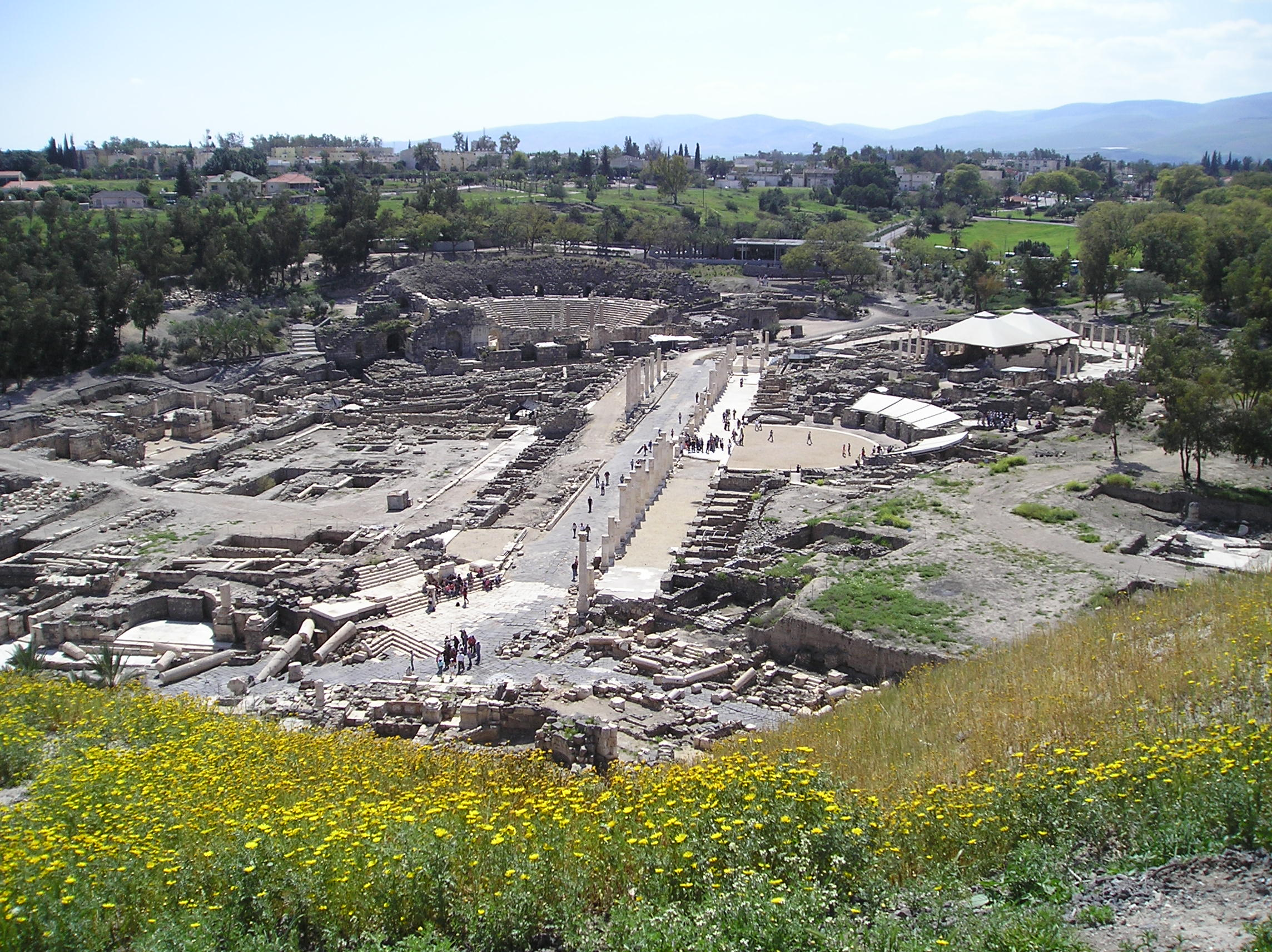
Scythopolis

Bet She'an (arabiska: بيسان, Bayt Šān; hebreiska: בֵּית שְׁאָן, Bet Šəʼan) är det nutida namnet på den historiska hellensk-romerska staden Scythopolis. Scythopolis var ett område i det så kallade Decapolis.
Platsen upptogs av Israel på landets lista över förslag till världsarv år 2000.
Den historiska staden Scythopolis är en arkeologisk plats i norra Israel cirka 60 km söder om staden Tiberias i Norra distriktet (provins) och har en befolkning på cirka 16.000 invånare.

## Historia
Stadens historia går tillbaka till äldre bronsålder och var redan under 1200- och 1300-talen med sitt strategiska läge en viktig stödjepunkt för det Egyptiska väldet i Syrien. Senare kom staden under filistéerna och därefter under Kungariket Israel, från 700-talet f. Kr. under skyterna och fick då namnet Skytopolis. Bet-Shan erövrades under romerske kejsaren Pompejus cirka år 64 f.Kr. från mackabéerna. Under fornkristen tid var staden känd för sina många kyrkor och kloster. Den erövrades av araberna 687, kom under första korståget.
Förstördes under en jordbävning år 749, återuppbyggdes och existerade som obetydlig stad under Osmanska riket.
Från 1878 kom staden att få en stor invandring av tjerkesser. Från 1921 företog University of Pennsylvania omfattande utgrävningar i Bet-Shan.